# Fains-la-Folie
Fains-la-Folie era una comuna francesa que estaba situada en el departamento de Eure y Loir, de la región de Centro-Valle del Loira que el 1 de enero de 2016 pasó a formar parte de la comuna nueva de Éole-en-Beauce como comuna delegada.

## Historia
Fue creada en 1834 con la unión de las comunas de Fains y La Folie-Herbault.

## Demografía
| Gráfica de evolución demográfica de Fains-la-Folie entre 1836 y 2013 |
|                                                                      |

Los datos demográficos contemplados en este gráfico de la comuna de Fains-la-Folie se han cogido de 1836 a 1999 de la página francesa EHESS/Cassini, y los demás datos de la página del INSEE.